# Cleistocactus sextonianus
Cleistocactus sextonianus är en kaktusväxtart som först beskrevs av Curt Backeberg, och fick sitt nu gällande namn av David Richard Hunt. Cleistocactus sextonianus ingår i släktet Cleistocactus, och familjen kaktusväxter. Inga underarter finns listade i Catalogue of Life.

## Bildgalleri

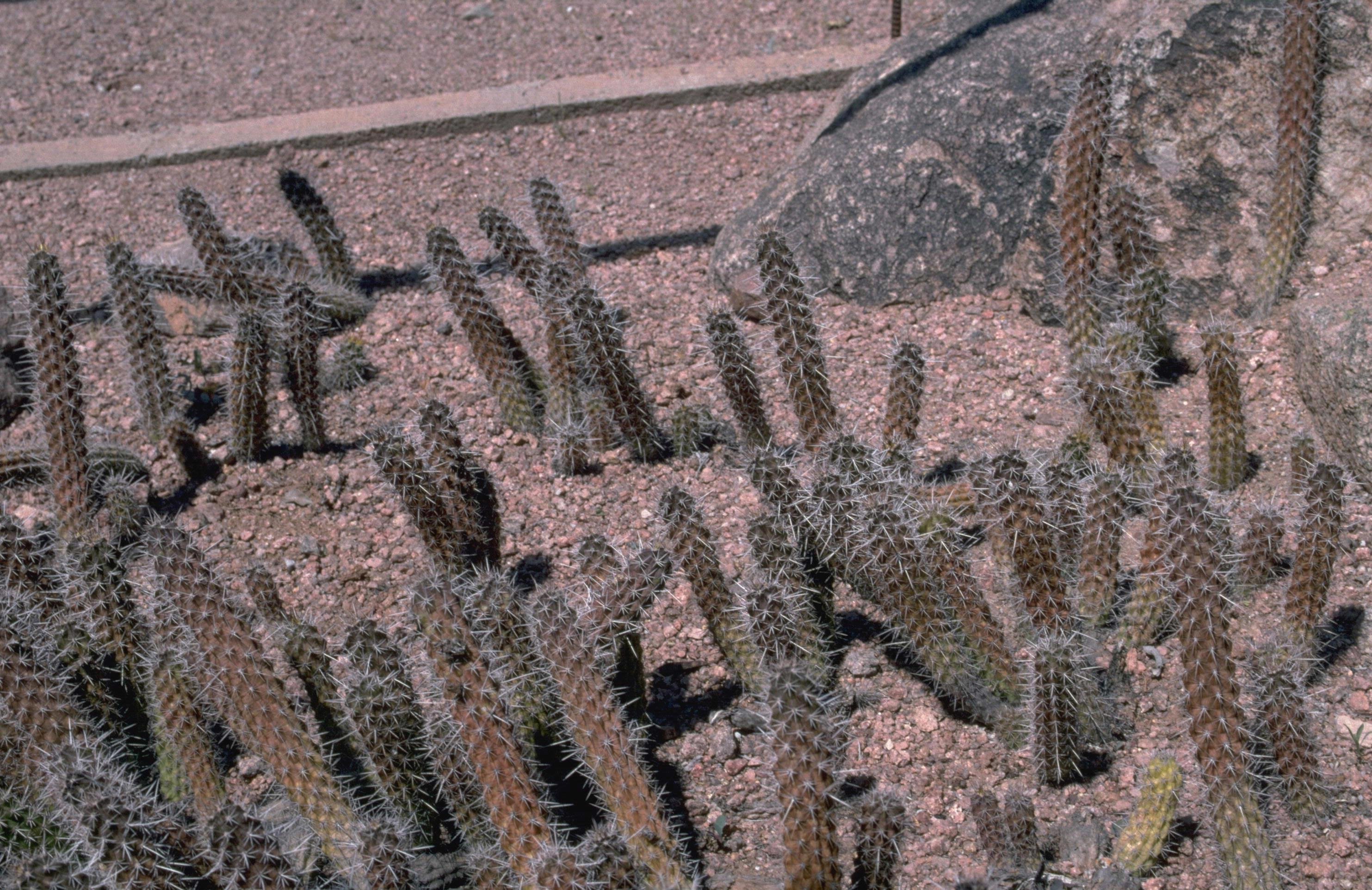